# Wiry-au-Mont

Wiry-au-Mont este o comună în departamentul Somme, Franța. În 1 ianuarie 2022 avea o populație de 105 de locuitori.